# Santa Maria dei Cerchi

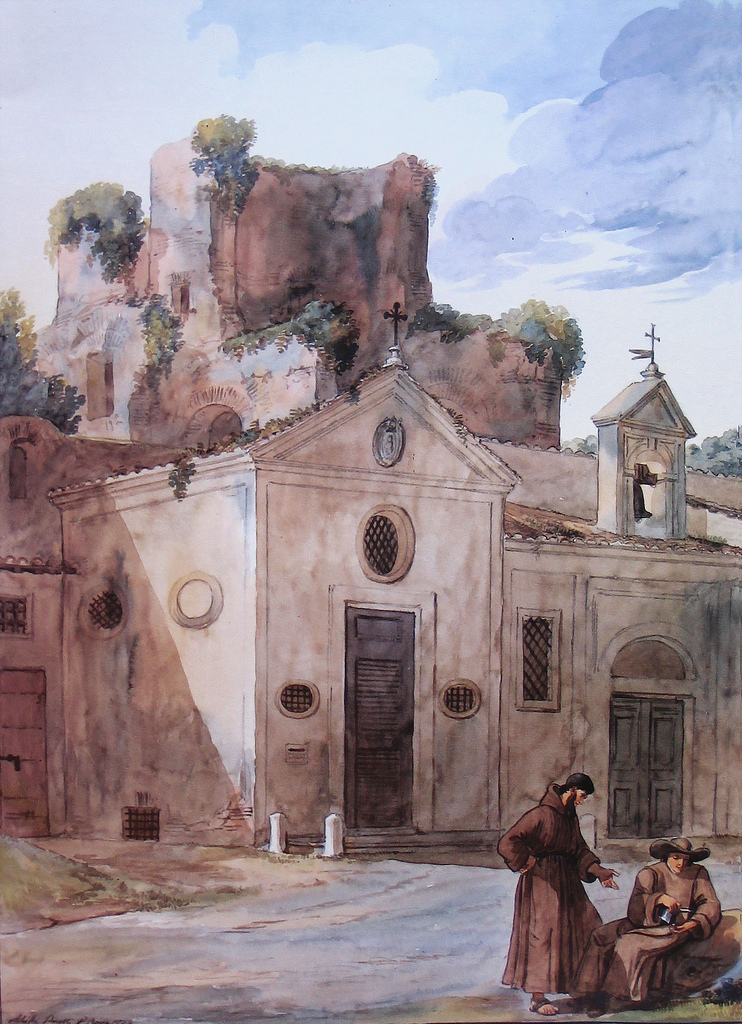
Aquarela de Achille Pinelli (1834).

Santa Maria dei Cerchi era uma igreja de Roma que ficava localizada na Via dei Cerchi, no rione Campitelli, logo ao norte do Circo Máximo. Era dedicada a Virgem Maria e seu nome é uma referência a "Madonna dei Cerchi", uma imagem milagrosa reverenciada na igreja; o termo "cerchi" seria uma corruptela de "circus". É provável que ela tenha sido construída no mesmo local onde ficava a igreja medieval de Santa Maria de Manu.

## História

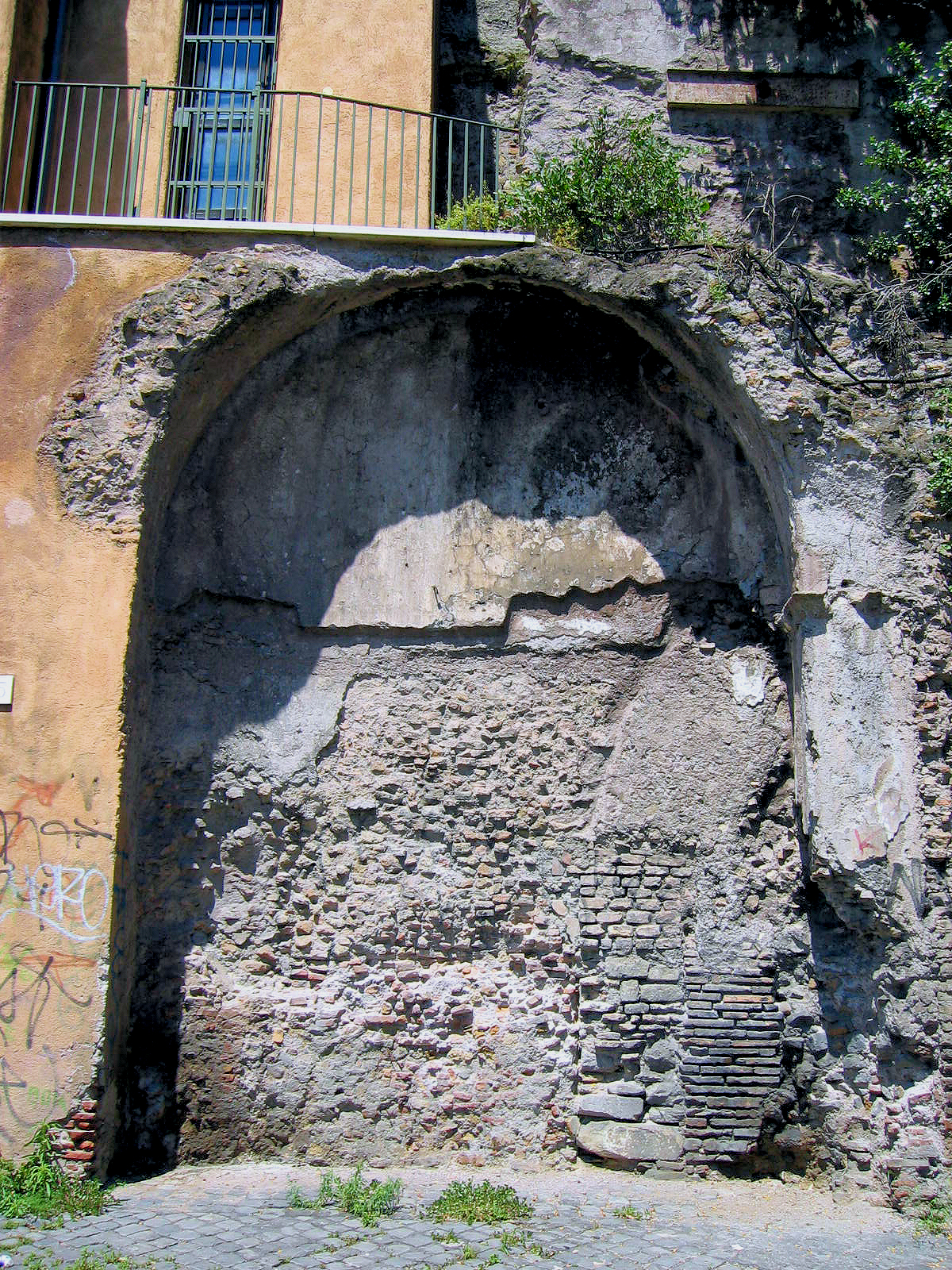
Abside da antiga igreja na Via dei Cerchi, 125.

O arqueólogo alemão Christian Hülsen acredita que esta igreja teria sido construída no mesmo lugar da medieval Santa Maria de Manu, provavelmente demolida após 1527, mas esta hipótese, apesar de notória, não foi demonstrada definitivamente por causa da falta de evidências históricas. Segundo o escritor italiano Claudio Rendina, por exemplo, eram duas igrejas distintas.
Esta igreja propriamente dita foi construída depois de um milagre associado a uma imagem de Nossa Senhora que ficava na parede de um sítio no local no século XVII, uma das muitas Madonnas nas ruas de Roma (ainda hoje restam muitas). Conta a lenda que alguns judeus estavam se comportando mal à beira da estrada quando um deles atingiu a imagem, que começou a sangrar. A família Cenci então patrocinou a construção de um santuário para abrigar o ícone, que algumas fontes descrevem como uma capela simples (sacelo), o que indica que não havia um sacerdote fixo designado no local.
No século XVIII, a igreja foi um destino popular para pequenas caminhadas devocionais dentro da própria cidade. A biografia de São João Batista de Rossi menciona a sua veneração ao ícone e conta que ele costumava encorajar os fiéis a irem visitar a Madonna dei Cerchi. Em 1831, um pequeno gablete foi construído, o que indica que missas passaram a ser regularmente celebradas no local. Antes costumava haver um pequeno pátio murado à direita da igreja, mas ele foi substituído por um edifício anexo e o gablete foi construído no alto dele com um arco simples abrigando o sino e um frontão no topo.
Diego Angeli descreve a igreja como tendo sido abandonada depois da captura de Roma (1870), mas é possível que ele tenha se referido apenas ao fato de que as missas pararam de ser celebradas no local. Em 1880, uma confraternidade foi fundada para homenagear o ícone, chamada Confraternita della Madonna dei Cerchi e di Gesù Nazareno, e seus membros conseguiram permissão dos nobres donos da igreja, um tal marquês Sampieri, para transferir a imagem para a igreja de Santa Maria in Vincis. Presumivelmente porque a igreja original era ou pequena demais para eles ou porque estava em péssimo estado de conservação. Seja como for, a transferência marcou o fim da pequena igreja, pois ela ficou sem função. Desconsagrada em 1885, ela foi transformada numa oficina de alveitaria (colocação de ferraduras em animais).
Depois disto, a história é incerta e não se sabe exatamente quando o edifício foi demolido. Segundo uma das fontes, foi no final do século XIX, mas Angeli afirma que ela ainda estava de pé em 1903. Aparentemente, o edifício foi demolido em 1939 quando o governo fascista alargou as ruas dos dois lados do Circo Máximo, plantou árvores e demoliu quase todos os edifícios que circundavam o sopé do Palatino. A abside da igreja ainda está no local, na Via dei Cerchi, 125.

## Descrição
A igreja era minúscula, com uma planta retangular simples e uma abside muito rasa e de topo curvo recortada na própria rocha do Palatino, provavelmente onde ficava a Madonna dei Cerchi originalmente antes mesmo do edifício ter sido construído. A fachada, também muito simples, tinha uma janela elíptica vertical no estilo oeil-de-boeuf abaixo de um frontão triangular. De cada lado do portal principal havia uma janela elíptica horizontal. Diego Angeli escreveu, em 1903, que restos dos antigos afrescos ainda eram visíveis no edifício desconsagrado. A abside sobrevivente contém tijolos considerados medievais, que podem ser reaproveitados ou podem ser uma prova de que a antiga igreja de Santa Maria de Manu ficava no local. 